# Anville (cráter)

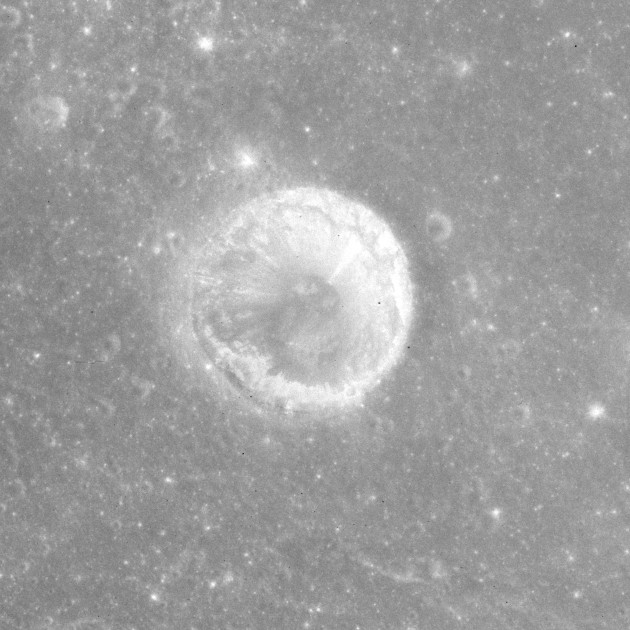
Fotografía de la misión Apolo 15

Anville es un cráter lunar relativamente aislado, situado en la parte norte de la Mare Fecunditatis. Presenta un contorno circular en forma de copa con un borde afilado y con poco desgaste.
|  |  |

Algunos hundimientos menores se pueden observar en la mitad oriental de la pared interior. Fue designado Taruntius G antes de serle asignado un nombre por la IAU. El cráter Taruntius se encuentra al norte-noroeste, en el borde del mar.